# Dinocryptus fulgidipennis
Dinocryptus fulgidipennis är en stekelart som först beskrevs av Cameron 1902.  Dinocryptus fulgidipennis ingår i släktet Dinocryptus och familjen brokparasitsteklar. Inga underarter finns listade i Catalogue of Life.